# Pino de fibra de vidro
Pino de fibra de vidro é um material odontológico usado para reforço do dente e retenção de material restaurador. Consistem em fibras de vidro dispostas paralelamente formando um feixe, unidas por uma matriz resinosa. Estudos in vitro e clínicos constataram que o estresse gerado na interface de cimentação dos pinos é de 2,22 MPa nos pinos de fibra de vidro, bem menor do que os 7,51 MPa dos pinos metálicos. Desse modo, tais pinos melhor favorecem o comportamento biomecânico do conjunto pino/dente/restauração.